# Kamil Bouška
Kamil Bouška (* 3. dubna 1979 Kladno) je český básník.

## Život
Narodil se v Kladně, ale dětství prožil v Kralupech nad Vltavou. Vystudoval religionistiku na Univerzitě Pardubice. Nyní žije v Praze, kde pracuje jako knihovník. Je spoluzakladatelem básnické skupiny Fantasía (spolu s Adamem Borzičem a Petrem Řehákem), publikoval ve skupinovém sborníku Fantasía (Dauphin 2008). Se skupinou pravidelně veřejně vystupuje v pražských klubech. Básně otiskl v časopisech Souvislosti, Tvar, Listy aj. Naposledy to byly ukázky z nového cyklu Rozemnutá země, jakési osobní variace mýtu o stvoření světa. Zatím pokaždé byly jeho verše zahrnuty i do prestižního sborníku nakladatelství Host Nejlepší české básně (Host 2009, 2010, 2011). V překladu Antonia Parenteho vyšly jeho básně v italském časopisu Poesía (2011, ed. Jonáš Hájek) a v překladu Stephana Delbose v antologii From a Terrace in Prague (Litteraria Pragensia 2010, ed. Stephan Delbos). V roce 2011 vydal svoji prvotinu Oheň po slavnosti, díky níž se zařadil mezi nejtalentovanější české básníky nejmladší generace. V roce 2015 zveřejnil svou druhou sbírku Hemisféry (Praha: Fra). Časopis A2 zařadil tuto knihu do českého literárního kánonu po roce 1989, tedy do výběru nejdůležitějších českých knih v období třiceti let od sametové revoluce. Jeho třetí básnická sbírka Inventura (Fra, 2018) byla nominována na cenu Magnesia Litera v kategorii poezie.

## Básnické sbírky
- Oheň po slavnosti (Fra, 2011)
- Hemisféry (Fra, 2015)
- Inventura (Fra, 2018)
- Dokumenty (Trigon, 2023)